# Koni B. V.
Koni B. V. ist ein niederländischer Hersteller von Stoßdämpfern und Federelementen für PKWs, LKWs, Eisenbahn, Motorräder und Motorsport.
Der Hauptstandort mit Forschung, Entwicklung, Produktion und Verwaltung ist in Oud-Beijerland (NL). In Deutschland, Frankreich und den USA unterhält Koni Vertriebs-Tochtergesellschaften. Zurzeit beschäftigt das Unternehmen an mehreren Standorten etwa 1000 Mitarbeiter.

## Geschichte
Koni geht auf ein von A. de Koning 1857 in Oud-Beijerland bei Rotterdam gegründetes Unternehmen zurück, das Pferdegeschirr und Polster herstellte. 1932 begann man mit der Produktion von Stoßdämpfern. Seit 1940 wird der Name Koni benutzt. 1945 wurde der nachstellbare Teleskopdämpfer für Automobile und Lastkraftwagen produziert.
1972 wurde Koni von der US-amerikanischen ITT Industries Inc. übernommen.
2003 erwarb der damalige australische Importeur die komplette Produktionsanlage für Motorradstoßdämpfer und produziert seit dem unter dem Namen IKON die Stoßdämpfer in Eigenregie weiter.

## Motorsport
Koni ist Ausrüster von zahlreichen Formel-, Sport- und Tourenwagen. Seit nunmehr fünfzig Jahren ist Koni im Motorsport tätig, insbesondere in der Formel 1 wurden mehr als 230 Grand-Prix-Siege und 13 Weltmeistertitel mit Koni-Stoßdämpfern erreicht. Eine patentierte neue Entwicklung von Koni sind Dämpfer mit frequenzselektiver Dämpfung (FSD) für PKWs und Busse, die bereits erfolgreich in der Formel-3-Euroserie eingesetzt werden. Auch McLaren Racing verwendet diese Dämpfer in seinen Formel-1-Autos.